# Oropezella trucispicata
Oropezella trucispicata är en tvåvingeart som beskrevs av Adrian R.Plant 1989. Oropezella trucispicata ingår i släktet Oropezella och familjen puckeldansflugor. Inga underarter finns listade i Catalogue of Life.